# Miquel Anton Martí
Miquel Anton Martí i Cortada va ésser un escriptor durant el període de la Renaixença (Barcelona, 1800- 17 de desembre de 1864). Fou autor de poemes exclusivament en català, molts d'ells inèdits.
El 1838, signant mitjançant el pseudònim Un Taberí i secundat per Joan Cortada, va publicar a El Guàrdia Nacional una carta en prosa i un romanç titulat Surgite mortiu, verite ad judicium, en defensa de l'ús públic de la llengua catalana, i el 1839 fou un dels autors amb Luis Bordás i Joan Cortada de l'anomenat Diccionari català-castellà-llatí-francès-italià, o Diccionari quintilingüe, en dos volums (1839) (2a edició; Barcelona: A. Brusi, 1842-1848).
El 1815, va ser un dels fundadors de la Societat Filosòfica i també fou membre de la Reial Acadèmia de Bones Lletres (1844) on donà a conèixer la versió del primer cant de la Jerusalem alliberada, de Tasso (1845).
No concursà als Jocs Florals celebrats durant l'etapa de la Renaixença, però ajudà al seu manteniment el 1862

## Obra
El 1839 publicà Llàgrimes de viudesa  - Llibre de poemes de tema unitari per una banda, l'amor perdut, i per altra polimètric, d'influència barroca i neoclàssica amb elements romàntics com el poema A la pinta (on empra el tema de la dama que es pentina de Francesc Vicenç García) A Soledat (incorpora un lèxic i un sentimentalisme més moderns) i als dos poemes finals, Lo records i La fe(anticipa el tema dels poetes vidus de la poesia castellana de la restauració).
La resta de la seva obra poètica original, escrita segurament molt abans, fou donada a conèixer pòstumament en El calendari català de Francesc Pelagi Briz de l'any 1865 (editat al final del 1864) i els dels anys 1867 i 1868, incloïen poemes seus : A la lluna, Retorn a la poesia i Si ella no hi és.